# Mané Guisado
José Manuel Guisado (Sevilla, 14 de junio de 1967-Alcalá de Guadaíra, Sevilla, 3 de diciembre de 2001), conocido como Mané, fue un actor y humorista español.

## Biografía
Comenzó a trabajar en televisión en el concurso de chistes Saque bola de Canal Sur (1989), en el que conoció a Emilio Aragón, presentador del programa. Fue su primer contacto con un miembro de la popular familia Aragón, con la cual colaboró frecuentemente a lo largo de su vida.
Fue uno de los intérpretes de las escenas cómicas de Vip noche, uno de los primeros programas de éxito de Telecinco, cadena en cuyo espacio Tutti frutti también intervino.
Sus señas de identidad, tupé y patillas, le daban un característico aspecto de rockabilly. A pesar de que aprovechó esta circunstancia para practicar un humor macarra en algunas piezas de Emilio Aragón, la mayoría de sus apariciones iban dirigidas al público infantil.
Aún en Telecinco, participó en Telebuten, programa infantil emitido en la temporada 1993-1994, y como actor interpretó al "Pelao", el primo de la Juani, en algunos episodios de Médico de familia. En La 2 de TVE hizo de payaso astuto en Trilocos, programa emitido entre 2000 y 2001, dirigido por Miliki, con quien Mané había colaborado también en su proyecto de El circo del arte, en el personaje de Augusto.
Su única incursión en el cine fue en la película Tretas de mujer (1992), dirigida por Rafael Moleón.
Falleció en 2001, a los 34 años de edad, debido a un edema pulmonar.